# El Bosque (núcleo zoológico)
El Bosque es un parque zoológico situado en la localidad ovetense de San Esteban de las Cruces (Principado de Asturias, España). Abrió sus puertas en 2008 y en 2017 fue visitado por unas 20.000 personas.

## Instalaciones
El centro dispone de un circuito de unos 400 metros que se puede recorrer libremente o mediante un guía. Las visitas suelen durar entre una hora y una hora y media. A lo largo del recorrido hay paneles informativos sobre la flora y la fauna, bancos para sentarse y descansar y también disponen de un pequeño merendero a disposición de los visitantes y para la organización de cumpleaños. En las afueras del centro hay un pequeño aparcamiento.

## Fauna
El centro tiene más de 70 especies animales de los cinco continentes.

### Mamíferos
1. Macropus rufogriseus
2. Macropus parma
3. Nasua nasua
4. Procyon lotor
5. Sciurotamias davidianus
6. Macaca sylvanus
7. Macaca fascicularis
8. Chlorocebus sabaeus
9. Sapajus apella
10. Callithrix jacchus
11. Lemur catta
12. Lynx lynx
13. Panthera tigris

### Aves
1. Aix galericulata
2. Aix sponsa
3. Alisterus scapularis
4. Amazona albifrons
5. Amazona farinosa
6. Amazona ochrocephala
7. Anas platyrhynchos
8. Anas sibilatrix
9. Anser anser
10. Anser cygnoides
11. Aratinga jandaya
12. Aythya nyroca
13. Carduelis cannabina
14. Carduelis carduelis
15. Carduelis chloris
16. Chrysolophus pictus
17. Cygnus atratus
18. Cygnus olor
19. Dromaius novaehollandiae
20. Euplectes afer
21. Gallus gallus
22. Lonchura striata
23. Lophura nycthemera
24. Melopsittacus undulatus
25. Netta rufina
26. Numida meleagris
27. Nymphicus hollandicus
28. Pavo cristatus
29. Pavo cristatus var. nigripenis
30. Pavo cristatus var. arlequín
31. Phasianus colchicus
32. Platycercus elegans
33. Platycercus eximius
34. Platycercus eximius ssp. eximius
35. Ploceus ploceus
36. Psephotus haematonotus
37. Poicephalus senegalus
38. Psittacula krameri
39. Psittacus erithacus
40. Pyrrhula pyrrhula
41. Rhea americana
42. Serinus canaria
43. Serinus serinus
44. Tadorna ferruginea
45. Tadorna tadorna

### Reptiles
1. Geochelone sulcata
2. Trachemys scripta elegans

### Peces
1. Cyprinus carpio

### Anfibios
1. Bufo bufo
2. Pelophylax perezi
3. Triturus boscai

### Origen de los animales del centro
En su mayoría, el centro aloja animales rescatados cuyos orígenes varían desde el tráfico ilegal de especies, a la tenencia irresponsable, pasando por animales autóctonos irrecuperables. Dichos rescates se han realizado en colaboración con protectoras de animales y asociaciones ecologistas.
En 2018, el zoológico el Bosque fue el único centro en España que aceptó acoger a dos tigresas de 19 años de edad provenientes de un circo, por lo que tuvo que hacer frente a una importante reforma de sus instalaciones. Esto derivó en una campaña de micromecenazgo para financiar el alojamiento de estos animales, la cual apoyaron numerosos comercios de la capital asturiana.
En el centro crían diversas especies animales como varias especies de psitácidas, ciervos muntíacos o maras. Alguna de estas crías ha protagonizado campañas apoyadas por la sociedad ovetense, debido a costosas operaciones para las que el centro necesitó apoyo en sus inicios. Ninguno de estos cruces y nacimientos está incluido en los Programas Europeos de Especies en Peligro (EEP o ESB) coordinados por la Asociación Europea de Zoos y Acuarios (EAZA), ya que El Bosque no pertenece a esta asociación, si bien están regulados por la Ley 31/2003 de conservación de la fauna silvestre en los parques zoológicos.

## Vegetación
En el centro hay más de 400 plantas de 250 especies vegetales, la mayoría de ellas exóticas.

## Gestión

### Licencia
Actualmente este zoo dispone de licencia de actividad, aunque durante los últimos años se produjo la siguiente polémica con los vecinos de la zona:
Una vecina denunció al propietario de estas instalaciones al considerar que no dispone de los 5.000 metros cuadrados exigidos por ley para su actividad.
En 2009 denunció al concejal de urbanismo de Oviedo por un delito de prevaricación y presentó un recurso contencioso-administrativo contra el Ayuntamiento de Oviedo por la inactividad de la administración.
El centro contaba con 3.465 en lugar de 5.000 y no respetaba la distancia de 45 metros entre las jaulas y las viviendas. A falta de una normativa específica en el Principado de Asturias, se aplicó el régimen de ganadería intensiva. Según la Consejería de Medio Ambiente y la CUOTA, la actividad no tenía licencia y resultaba incompatible con el planeamiento urbanístico.
El 10 de septiembre de 2009 el Ayuntamiento ratificó una resolución por la que se denegaba la licencia de apertura de las instalaciones y ordenaba el cese de la actividad advirtiendo que la granja escuela tendría que ser clausurada "al ser una actividad ilegal e ilegalizable" e instaba al desalojo de los 150 animales.
En noviembre de 2009 el Ayuntamiento otorgó la licencia de actividad como granja escuela, tras establecer en abril de ese mismo año una distancia de 45 metros de los núcleos zoológicos a las viviendas colindantes en la modificación del Plan General de Ordenación Urbana de Oviedo.
El 26 de noviembre de 2013 el Juzgado Contencioso-Administrativo n.º 3 de Oviedo falla desestimando el recurso administrativo y ratificando la licencia otorgada en su día al Núcleo Zoológico El Bosque de Oviedo. No habiendo recurso por parte de los demandantes, el 26 de diciembre de 2013 el Juzgado Contencioso-Administrativo n.º 3 de Oviedo hace firme dicha sentencia

### Accesos
La carretera de acceso al zoo permite la entrada de microbuses para grupos y coches, habiendo solicitado en su día los responsables del centro su reforma al Ayuntamiento, al encontrarse en mal estado por falta de mantenimiento. El Ayuntamiento se comprometió a realizar las obras a cargo de los presupuestos municipales, considerando que es el único centro de este tipo en Oviedo. La ampliación no se llevó a cabo pero sí la limpieza de las cunetas, permitiendo el acceso con total normalidad a los vehículos antes citados.

### Actividades educativas
La Concejalía de Educación incluye en su programación desde 2010 la visita al núcleo zoológico El Bosque para escolares de 33 colegios de 3º de Educación Infantil y Educación Especial, además el centro organiza charlas educativas contra el tráfico ilegal de especies.
En el panorama universitario, el zoológico el Bosque acoge anualmente las prácticas de numerosos alumnos de biología y veterinaria interesados en el trabajo con fauna silvestre y participa e imparte cursos relacionados con el bienestar de especies salvajes en cautividad.

### Rescate de fauna autóctona
El centro realiza actualmente numerosos rescates de fauna autóctona procedente de toda Asturias, con el objetivo de devolverlas a su medio natural. En 2016, el centro consiguió recuperar a 82 animales salvajes que fueron liberados. El centro realiza su actividad de rescate desde la apertura sin ninguna subvención, lo cual supone un gasto anual de unos 6.000€.

## Críticas
El zoológico El Bosque fue evaluado durante su apertura al público en 2009 por la iniciativa Infozoos, organizada por FAADA en España, recibiendo malas críticas desde la entidad junto al resto de zoológicos asturianos, y decenas de centros de toda España. El retraso en la adaptación a la Ley 31/2003 por parte de los zoológicos españoles provocó que el Tribunal de Justicia de la Unión Europea instase a España a solucionar dicha situación a nivel nacional.
Sin embargo, la propia FAADA ha colaborado en años posteriores con el zoológico el Bosque, considerando que en el año 2014 sus instalaciones eran aptas para acoger tres lémures de cola anillada, tres monos verdes y un macaco cangrejero tras el cierre del zoológico canario Oasis del Valle. Este último fue duramente criticado también por Infozoos, que se encargaría posteriormente de cerrar el centro y de solicitar la ayuda del zoológico ovetense para reubicar varios de estos animales. El centro también ha colaborado con otras ONGs en la acogida de animales de circo, como es el caso, en 2018, de las tigresas Zita y Diana. La propia FAADA lidera otra iniciativa apodada Infocircos que busca acabar con el uso de animales en espectáculos circenses, aunque desde esta iniciativa no se plantea la relocalización de los animales que dejen de actuar en dichos espectáculos.